# ژرژ اوربان
ژرژ اورباین (فرانسوی: Georges Urbain‎؛ زاده ۱۲ آوریل ۱۸۷۲ درگذشته ۵ نوامبر ۱۹۳۸) یک شیمی‌دان اهل فرانسه بود.